# Tipula (Beringotipula) borealis
Tipula (Beringotipula) borealis is een tweevleugelige uit de familie langpootmuggen (Tipulidae). De soort komt voor in het Nearctisch gebied.